# Пиетрапорцио
Пиетрапо̀рцио (на италиански: Pietraporzio; на пиемонтски: Peiropurch, Пейропурк, на окситански: Peirapuerc, Пейрапуерк) е село и община в Северна Италия, провинция Кунео, регион Пиемонт. Разположено е на 1246 m надморска височина. Населението на общината е 94 души (към 2010 г.).